# Cnemidocarpa rhizopus
Cnemidocarpa rhizopus is een zakpijpensoort uit de familie van de Styelidae. De wetenschappelijke naam van de soort is voor het eerst geldig gepubliceerd in 1907 door Redikorzev.